# Sound Blaster X-Fi
Sound Blaster X-Fi – linia kart dźwiękowych Sound Blaster stworzona przez firmę Creative Labs, wyposażona w procesor dźwiękowy X-Fi CA20K1. Procesor ten, wykonany w technologii fotolitografii 130 nm, pracuje z częstotliwością 400 MHz i zawiera 51 milionów tranzystorów, a jego moc obliczeniowa wynosi około 10.000 MIPS. 
Procesor X-Fi jako pierwszy obsługuje rozszerzenie EAX Advanced HD 5.0 i potrafi przetwarzać jednocześnie do 128 źródeł dźwięku 3D.

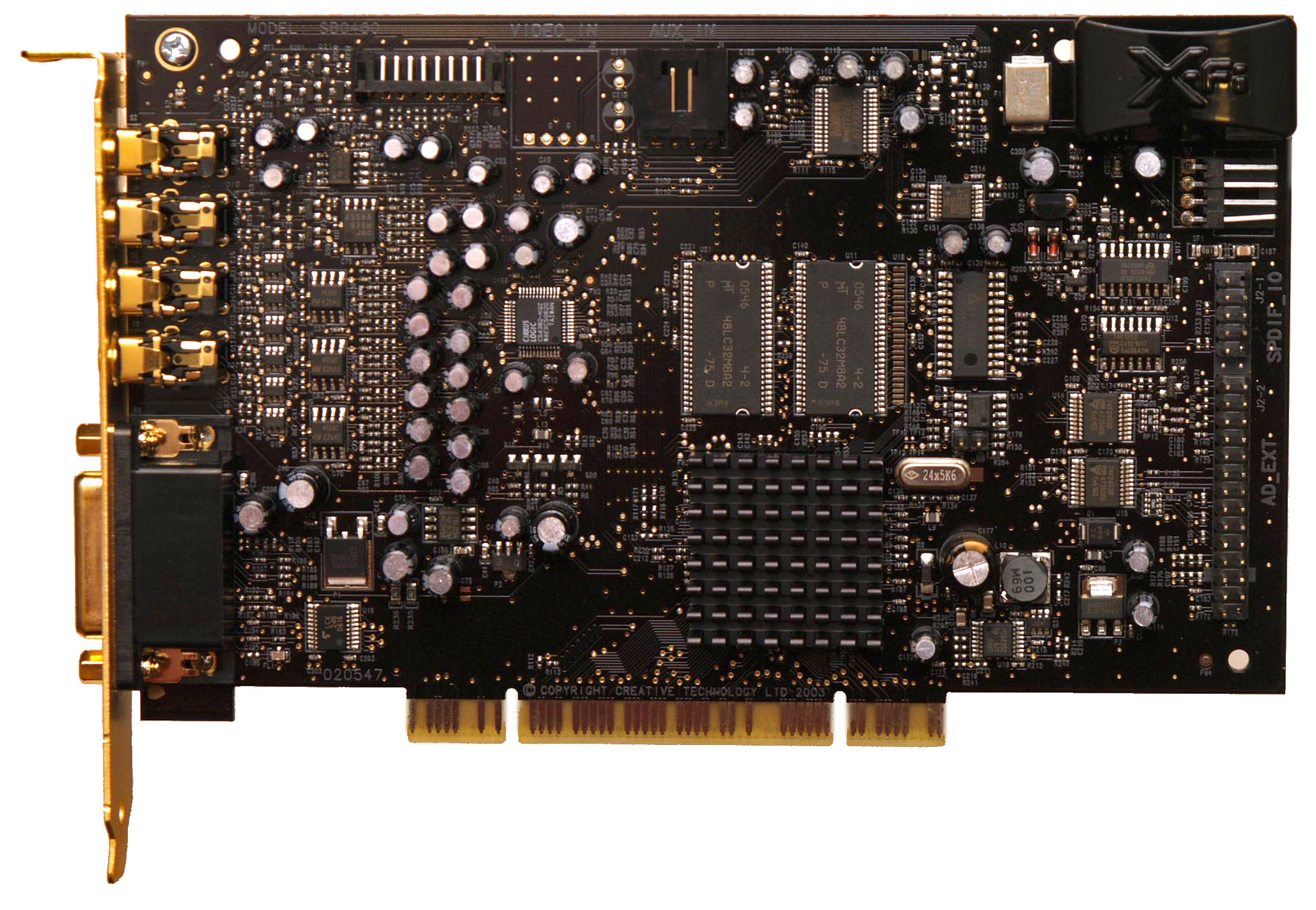
Sound Blaster X-Fi XtremeGamer Fatal1ty Pro
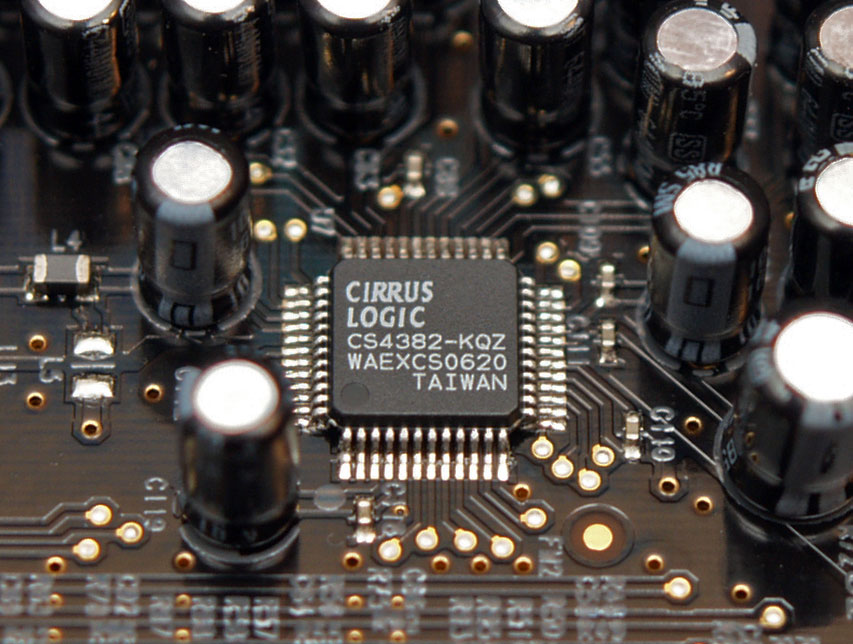
8-kanałowy przetwornik cyfrowo-analogowy CS4382 firmy Cirrus Logic
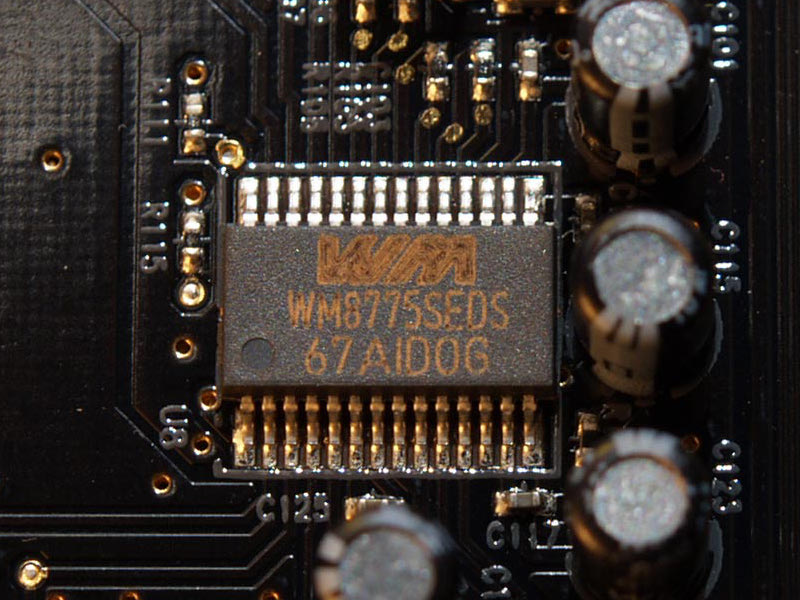
4-kanałowy stereofoniczny przetwornik analogowo-cyfrowy WM8775SEDS firmy Wolfson Microelectronics
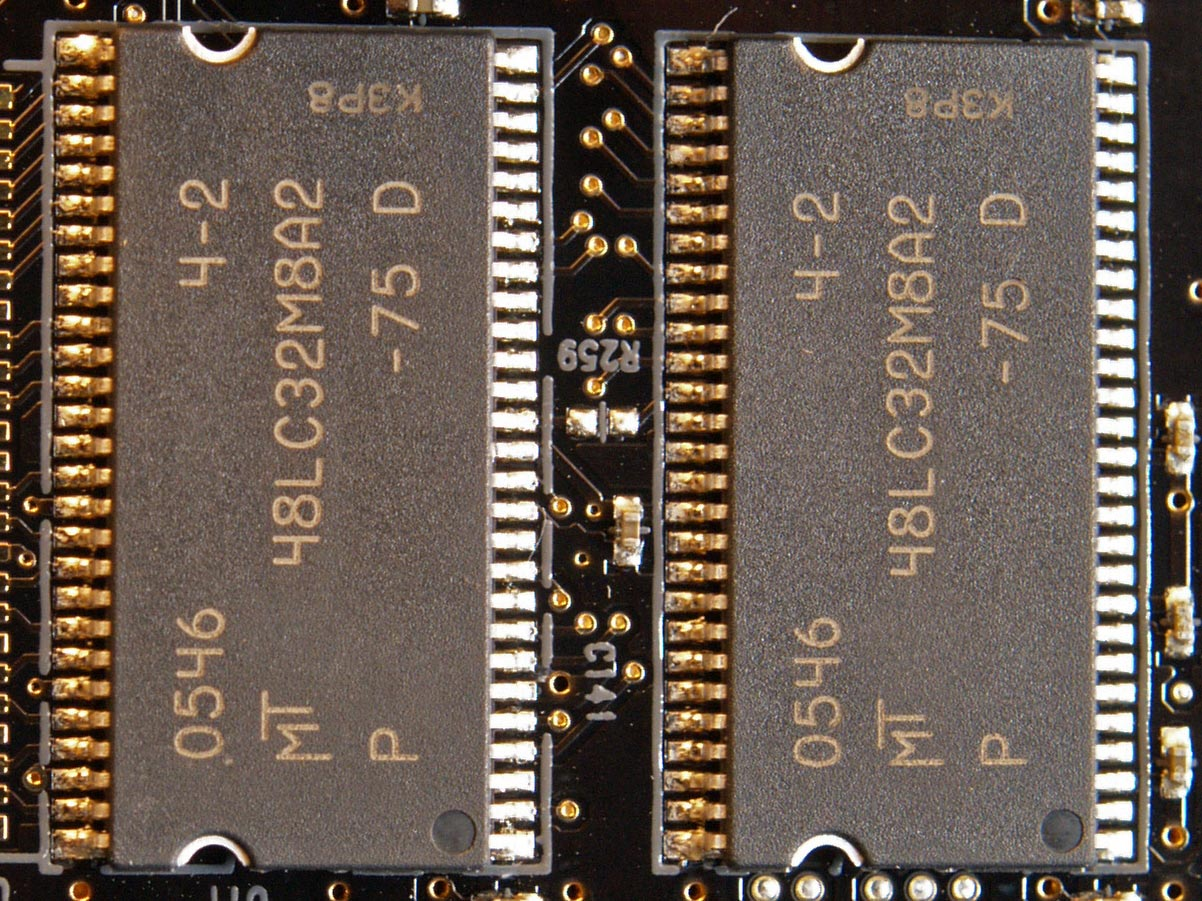
64 MB pamięci SDRAM 48LC32M8A2 firmy Micron Technology

## Karty Sound Blaster X-Fi
| Karta                    | W sprzedaży od | odstęp sygnału od szumu | Zastosowany układ | Zintegrowana pamięć RAM | GamePort    | I/O Drive Box | Pilot       | Nota |
| ------------------------ | -------------- | ----------------------- | ----------------- | ----------------------- | ----------- | ------------- | ----------- | --- |
| Elite Pro                | VIII 2005      | 116 db                  | CA20K1            | 64 MB                   | zawiera     | zawiera       | zawiera     | Zawiera dodatkowe oprogramowanie |
| Fatal1ty                 | VIII 2005      | 109 db                  | CA20K1            | 64 MB                   | zawiera     | zawiera       | zawiera     | To samo co: Fatal1ty FPS / Fatal1ty Edition / Platinum Fatal1ty Champion |
| XtremeGamer Fatal1ty Pro | X 2006         | 109 db                  | CA20K1            | 64 MB                   | zawiera     |               | opcjonalnie | |
| Platinum                 | VIII 2005      | 109 db                  | CA20K1            | 2 MB                    | zawiera     | zawiera       | zawiera     | |
| XtremeMusic (Wycofana)   | VIII 2005      | 109 db                  | CA20K1            | 2 MB                    | opcjonalnie |               | opcjonalnie | Dostępna w wersji OEM Podstawowy pełnowymiarowy model kart Creative Sound Blaster X-FI. |
| Digital Audio            | IX 2005        | 109 db                  | CA20K1            | 2 MB                    | opcjonalnie |               | opcjonalnie | Dostępna tylko w Japonii, posiadająca dodatkowego jacka. |
| XtremeGamer              | X 2006         | 109 db                  | CA20K1            | 2 MB                    | –           |               | opcjonalnie | Karta nisko profilowa (mniejsze wymiary, istniały również serie pełnowymiarowe), tańsza odmiana Xtreme Music nie posiadająca możliwości dodania panelu Creative. Podstawowy model serii X-FI.                                                             |
| Xtreme Audio             | X 2006         | < 109 db                | CA0106            | –                       | –           |               | opcjonalnie | Karta nisko profilowa (mniejsze wymiary), budżetowa, NIE POSIADA PROCESORA X-FI, efekty są emulowane. Bazuje na przestarzałym procesorze z Audigy 2 SE i SB Live! 24-bit. Podobne efekty uzyskamy poprzez customowe sterowniki do kart Audigy i SB Live!. |